# Christel Felizitas Schmid
Christel Felizitas Schmid (* 1. Dezember 1892 in Mörlbach; † 22. April 1970 in Rödelsee) war eine deutsche Pfadfinderin und Ordensgründerin. Sie steht am Anfang der evangelisch-benediktinischen Ordensgemeinschaft Communität Casteller Ring CCR.

## Leben und Werk

### Herkunft und Ausbildung
Christel Schmid wuchs nördlich Rothenburg ob der Tauber als jüngstes von 13 geborenen (aber nur fünf überlebenden) Kindern eines Brauereibesitzers und Bürgermeisters evangelisch auf. Mit 14 verließ sie das Elternhaus für eine hauswirtschaftliche und kaufmännische Ausbildung. Mit 17 ging sie zur Diakonie Neuendettelsau, um dort einen Lehrerinnenkurs zu machen, und lernte dabei das Beten und Wirken der evangelisch-lutherischen Schwesterngemeinschaft der Diakonissen kennen.

### Wirken in Kitzingen und Nürnberg
In Kitzingen engagierte sie sich in der Jugendseelsorge und in der evangelischen Pfadfinderbewegung. Sie gründete 1929 die örtliche Tatgemeinschaft christlicher Pfadfinderinnen, deren Reichsführerin sie 1933 wurde, und 1942 im Untergrund den Bund Christlicher Pfadfinderinnen, dessen Bundesmeisterin sie bis 1961 war. Sie schloss sich der Hochkirchlichen Bewegung an und legte 1937 Gelübde als Franziskaner-Tertiarin ab. Nach Auflösung ihrer Pfadfinderinnengruppe durch die Gestapo (1937) arbeitete sie von 1941 bis 1943 als Gemeindejugendleiterin in der Gemeinde Sankt Lorenz in Nürnberg unter Pfarrer Otto Dietz (1898–1993), der ebenfalls eine besondere Liebe zu Liturgie und Stundengebet hegte und den Vorstellungen Friedrich Heilers von einer „evangelischen Katholizität“ nahestand.

### Der Casteller Ring
1943 wechselte Christel Schmid zur befreundeten Pfarrersfamilie Haffner nach Castell und benutzte als Decknamen für ihren Kreis junger Frauen, die sich dort trafen, den Ausdruck Casteller Ring. Noch im gleichen Jahr traf sie auf den Benediktiner Theophil Lamm und lernte die benediktinische Abtei Münsterschwarzach kennen. Sie fühlte sich von der monastischen Lebensform angezogen, entschied sich aber, statt einer Konversion zum Katholizismus, diese Lebensform in der evangelisch-lutherischen Kirche zu verwirklichen. Heilers Hochkirchliche Vereinigung Augsburgischen Bekenntnisses wurde 1947 der Ort ihrer Firmung. Sie nahm den neuen Namen Felizitas (nach der heiligen Felicitas, Patronin der Abtei Münsterschwarzach) an und bereitete sich auf ein monastisches Leben nach der Benediktusregel vor.

### Die Communität Casteller Ring. Tod
Die klösterliche Lebensweise begann sie im Februar 1950 im sogenannten Schlösschen oberhalb des Casteller Altortes zusammen mit Maria Scholastika Pfister (1923–2001), ihrer späteren Nachfolgerin in der Leitung der Gemeinschaft, die sich schon bald Communität Casteller Ring (Ordenskürzel: CCR) nannte. Geistlich unterstützt wurden sie von Eduard Ellwein. 1957 etablierte sich die Gemeinschaft auf dem Schloss Schwanberg in Rödelsee bei Kitzingen. 1959 wurde sie durch die Evangelische Landeskirche in Bayern offiziell angenommen. 1968 legte Felizitas Schmid ihr Amt als Mater (Oberin) der Communität nieder und starb 1970 im Alter von 77 Jahren.

### Ehrungen
Christel Felizitas Schmid wurde mit dem Verdienstorden der Bundesrepublik Deutschland sowie mit dem Bayerischen Verdienstorden ausgezeichnet. In ihrem Geburtsort Mörlbach wurde am 17. Dezember 2017 zu ihren Ehren eine Gedenkstele eingeweiht.

### Zitat
1933 schrieb Christel Schmid an den Oberbannführer der Hitlerjugend einen Brief mit den folgenden Sätzen:
„Sie haben vor der gesamten anwesenden Jugend in geringschätziger, ja, verächtlicher und spöttischer Weise von dem Kreuzbild Jesu Christi geredet. Wir nennen das Gotteslästerung. Ich frage Sie: Wenn ein Mensch in Deutschland in diesem Ton von Adolf Hitler reden würde, was sollte dem geschehen? Wir erwarten von Ihnen Ehrfurcht vor dem heiligen Zeichen, das Millionen Ihrer deutschen Volksgenossen ein Heiligstes ist – auch dann, wenn es für Sie keine Bedeutung hat! … Die evangelische Jugend ist stolz darauf, dieses von Ihnen beleidigte Zeichen an ihren Fahnen zu tragen.“